# Picea × lutzii
Picea × lutzii, Little, 1953,  è una specie di peccio, appartenente alla famiglia delle Pinaceae, ibrido naturale tra Picea glauca e Picea sitchensis, originaria della Columbia Britannica (Canada) e dell'Alaska (Stati Uniti d'America).

## Etimologia
Il nome generico Picea, utilizzato già dai latini, potrebbe, secondo un'interpretazione etimologica, derivare da Pix picis = pece, in riferimento all'abbondante produzione di resina. Il nome specifico lutzii fu assegnato in onore del professore Harold J. Lutz, che rinvenne e collezionò il primo campione della nuova specie nel 1950.

## Morfologia

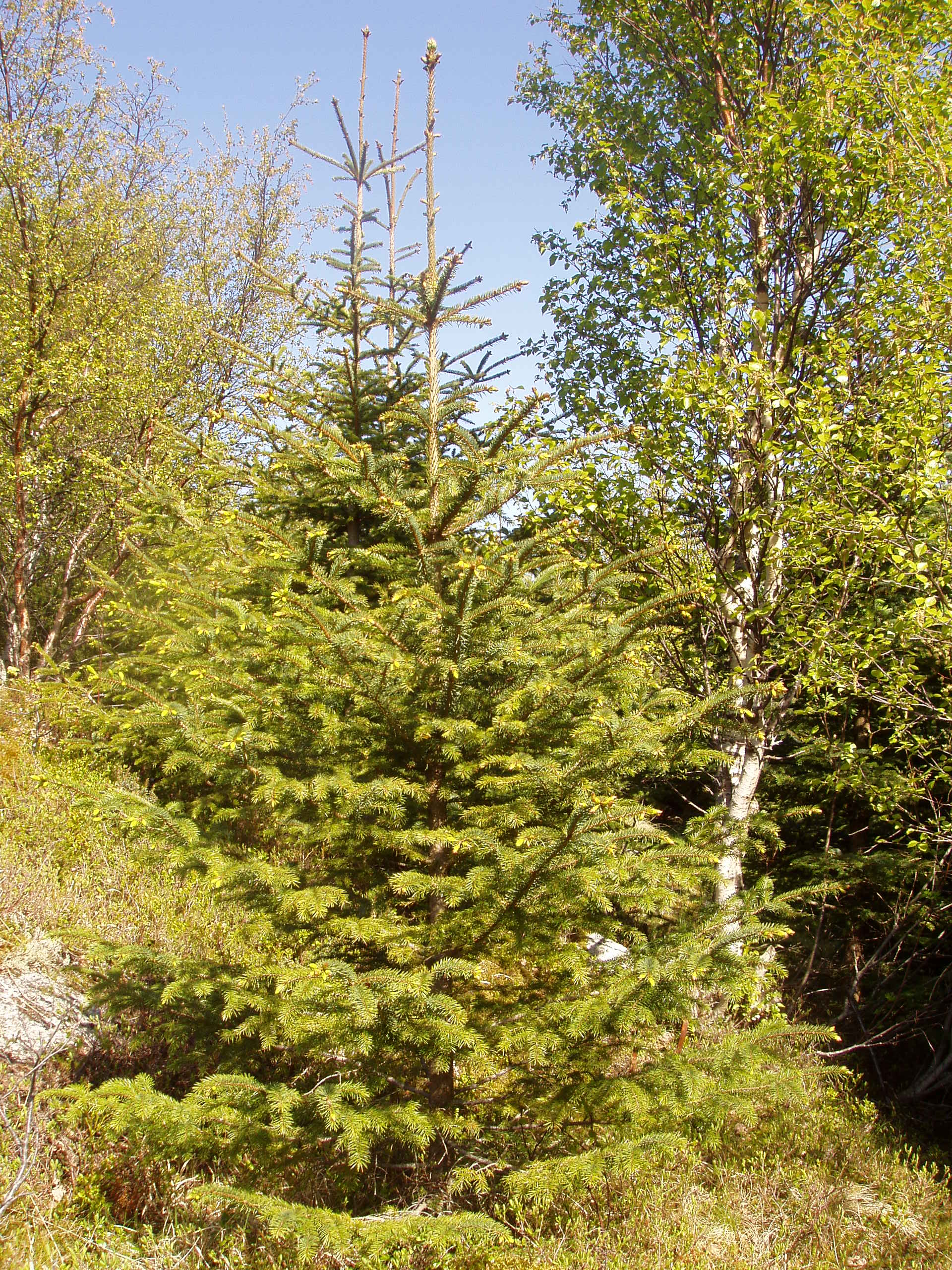
Giovane esemplare

È descritta come una conifera alta 30 m che presenta caratteri morfologici intermedi tra le due specie P. glauca e P. sitchensis, in particolare nei coni e negli aghi. 
Gli aghi sono particolarmente appuntiti, anche se non pungenti come quelli di P. sitchensis; sono leggermente appiattiti nella sezione trasversale e hanno meno linee stomatiche sulle due superfici inferiore e superiore.
I coni femminili sono simili a quelli di P. sitchensis, di forma più arrotondata rispetto a quelli di P. glauca, e più corti (3–7 cm).

## Distribuzione e habitat
Questo ibrido naturale si rinviene in particolare lungo il bacino del fiume Skeena nella Columbia Britannica e nella penisola di Kenai in Alaska, nelle zone dove gli areali di P. glauca e di P. sitchensis si sovrappongono. Il suo areale quindi è transitorio rispetto alle foreste costali marittime dominate da P. sitchensis e le peccete montane delle zone interne tipiche di P. glauca; altre specie tipiche dell'habitat sono Tsuga heterophylla e Tsuga mertensiana.

## Tassonomia
Questo taxon è il risultato di un'ibridizzazione introgressiva tra P. glauca e P. sitchensis; l'areale in cui risiede venne inizialmente colonizzato da P. sitchensis dopo l'ultima glaciazione pleistocenica e successivamente da P. glauca, per dispersione dai territori canadesi e dell'Alaska dove si era rifugiato durante la glaciazione (Hamilton and Aitken 2013).

## Usi
Come le due specie parentali, questa forma ibrida naturale viene sfruttata economicamente per il suo legno di buona qualità. È altresì di grande interesse per le attività forestali di rimboschimento anche fuori dal continente nordamericano in quanto ibrido con capacità di adattamento e resistenza superiori alle specie originali.